# Anatoli Mokrooussov
Pour les articles homonymes, voir Mokroussov.
 (février 2022).
Anatoli Alekseïevich Mokrooussov (en ukrainien : Анатолій Олексійович Мокроусов), né le 14 avril 1943 à Izmaïlovo (en) et mort le 9 janvier 2021, est un homme politique ukrainien, membre du Parti communiste (KPU). Il est député à la Rada de 1990 à 2006.
Il meurt de la Covid-19 le 9 janvier 2021, à l'âge de 77 ans,.